# Cobra Woman
Cobra Woman is een Amerikaanse avonturenfilm uit 1944 onder regie van Robert Siodmak. De film werd in Nederland destijds uitgebracht onder de titel De cobra-afgod.

## Verhaal
Ramu's verloofde Tollea wordt geschaakt. Samen met zijn vriend Kado gaat hij naar een geheimzinnig eiland, dat wordt bevolkt door een sekte slangenaanbidders. Die sekte wordt geleid door Tollea's boosaardige tweelingzus Naja.

## Rolverdeling
| Acteur          | Personage     |
| --------------- | ------------- |
| Maria Montez    | Tollea / Naja |
| Jon Hall        | Ramu          |
| Sabu            | Kado          |
| Lon Chaney jr.  | Hava          |
| Edgar Barrier   | Martok        |
| Mary Nash       | Koningin      |
| Lois Collier    | Veeda         |
| Samuel S. Hinds | Pastoor Paul  |
| Moroni Olsen    | MacDonald     |